# Tetrastemma kulikovae
Tetrastemma kulikovae är en djurart som tillhör fylumet slemmaskar, och som beskrevs av Gibson 1995. Tetrastemma kulikovae ingår i släktet Tetrastemma och familjen Tetrastemmatidae. Inga underarter finns listade i Catalogue of Life.